# Woodbridgea williamsi
Woodbridgea williamsi is een slakkensoort uit de familie van de Diaphanidae. De wetenschappelijke naam van de soort is voor het eerst geldig gepubliceerd in 1953 door S. S. Berry.